# Pro indiviso
Pro indiviso es una expresión jurídica de origen latino que hace referencia a la situación de una cosa o derecho que pertenece a varias personas en común, sin que existan partes diferenciadas a cada uno de los propietarios o titulares del derecho. Cuando existe la copropiedad, la cosa o el derecho pertenece a varias personas, sin que pueda decirse qué parte específica corresponde a cada uno, pues el bien o derecho pertenece a todos, sin división material de las partes.

## Regulación en España
Esta situación de copropiedad, pro indiviso a varios propietarios o titulares del derecho, da lugar a la existencia de una comunidad de bienes, cuyo funcionamiento regula en la legislación de España el Código Civil.
El art 392 del Código Civil establece que: “Hay comunidad cuando la propiedad de una cosa o de un derecho pertenece pro indiviso a varias personas”. 
La ley establece el carácter de copropiedad proindivisa en algunos casos como es en los bienes de la sociedad de gananciales del matrimonio, que se mantendrán pro indiviso  mientras subsista la sociedad conyugal. También se consideran indivisas, por naturaleza, cualquier bien que desmerece gravemente al partirse, como podría ser una piedra preciosa.
El procedimiento de división de la cosa común se encuentra recogido en el artículo 400 del Código Civil que establece que ningún copropietario está obligado a permanecer en Comunidad. Cada uno podrá pedir en cualquier momento la división de la cosa común. El artículo 404 añade el procedimiento para estos casos cuando la cosa fuere esencialmente indivisible: si los codueños no convinieren en que se adjudique a uno de ellos indemnizando a los demás, se venderá y repartirá su precio.
Un porcentaje de propiedad o proindiviso se puede comprar y vender igual que si fuera el bien completo, si bien el resto de copropietarios tendrán derecho de retracto sobre la citada compraventa. Este derecho proviene del Derecho Romano y trae causa en el intento de reducir el número de propietarios sobre un mismo bien hasta que sea solo uno, y evitar los problemas derivados de la situación de proindiviso.